# Andora na Zimowych Igrzyskach Olimpijskich 1976
Andorę na Zimowych Igrzyskach Olimpijskich 1976 reprezentowało pięciu zawodników. Był to pierwszy start Andory na zimowych igrzyskach olimpijskich.

## Reprezentanci

### Narciarstwo alpejskie

#### Mężczyźni
- zjazd :

- - Antoine Crespo (54 m.)
  - Carlos Font (62 m.)
  - Xavier Areny (nie ukończył)

- gigant slalom :

- - Antoine Crespo (nie ukończył)
  - Carlos Font (48 m.)
  - Xavier Areny (nie ukończył)
  - Esteve Tomas (nie ukończył)

- slalom :

- - Antoine Crespo (nie ukończył)
  - Carlos Font (38 m.)
  - Xavier Areny (nie ukończył)
  - Antoni Naudi (nie ukończył)